# SN 2003cl
SN 2003cl – supernowa odkryta 27 marca 2003 roku w galaktyce A123850-0249. W momencie odkrycia miała maksymalną jasność 19,50m.